# ستيفن هيرد (كاتب أغاني)
ستيفن هيرد (بالإنجليزية: Stephen Hurd)‏ هو كاتب أغاني أمريكي، ولد في 25 يناير 1968 في واشنطن العاصمة في الولايات المتحدة.